# Drypetes glauca
Drypetes glauca là một loài thực vật có hoa trong họ Putranjivaceae. Loài này được Vahl mô tả khoa học đầu tiên năm 1807.